# William Astbury
William Thomas (Bill) Astbury (Longton, 25 febbraio 1898 – Leeds, 4 giugno 1961) è stato un fisico inglese, noto per i pionieristici studi di diffrazione a raggi X sulle molecole biologiche.
Il suo lavoro sulla cheratina fornì dapprima le basi per la scoperta dell'alfa elica da parte di Linus Pauling. A partire dal 1937 i suoi studi si focalizzarono invece sul DNA, contribuendo notevolmente alla definizione della sua struttura.

## Gli anni giovanili
Quarto figlio dei sette di William Edwin Astbury, vasaio che permise alla famiglia un buon tenore di vita, Bill avrebbe dovuto ereditare il mestiere del padre, ma vinse una borsa di studio alla Longton High School, dove i suoi interessi furono modellati dal preside e dal vicepreside, entrambi chimici. Vinta l'unica borsa di studio disponibile a livello locale, Astbury poté accedere al Jesus College di Cambridge.
Dopo due anni a Cambridge, i suoi studi si interruppero per la chiamata alle armi in occasione della prima guerra mondiale. La scarsa salute (in seguito ad una appendicectomia) evidenziata dalla visita militare permise al giovane di arruolarsi nei Royal Army Medical Corps di stanza a Cork, in Irlanda. Tornato a Cambridge, finì l'ultimo anno con una specializzazione in fisica.
Dopo la laurea a Cambridge, Astbury si trasferì allo University College di Londra nei laboratori di William Bragg e, nel 1923, al Davy-Faraday Laboratory alla Royal Institution di Londra. Tra gli studenti presenti in quel laboratorio figurano molti futuri eminenti scienziati come Kathleen Lonsdale e J. D. Bernal. Astbury mostrò grande entusiasmo e pubblicò articoli di cristallografia classica, come la struttura dell'acido tartarico.

## Studi di diffrazione a raggi X sulle macromolecole biologiche
Nel 1928 Astbury si spostò all'università di Leeds, dove iniziò a studiare le proprietà di sostanze fibrose come la cheratina ed il collagene con fondi di industrie tessili (la cheratina è alla base della lana). Nei primi anni trenta Astbury mostrò che, se stirati in modo significativo, i capelli e le fibre di lana mostrano cambiamenti drastici nella diffrazione. Questi dati suggerirono che le fibre non stirate potessero avere una struttura molecolare a spirale, con una caratteristica ripetizione di 5,1 Å (0,51 nm). Astbury propose che:
- le molecole proteiche non stirate potessero formare un'elica (che egli chiamò forma α);
- lo stiramento potesse causare lo svolgimento dell'elica, formando così uno stato più esteso (che chiamò forma β).

Sebbene i suoi dettagli fossero errati, il modello di Astbury si rivelò essenzialmente corretto e corrispondente a quello oggi comunemente accettato per la struttura secondaria delle proteine, che prevede la presenza di α-eliche e β-strands (secondo l'originale nomenclatura di Astbury), sviluppato da Linus Pauling e Robert Corey nel 1951.
Hans Neurath fu il primo ad evidenziare che i modelli di Astbury non fossero del tutto corretti, poiché presupponevano che diversi atomi si trovassero contemporaneamente nella stessa posizione. I dati di Asbury e gli articoli di Neurath ispirarono Hugh Stott Taylor e Maurice Loyal Huggins che, nei primi anni quaranta, proposero modelli di cheratina molto simili a quelli attuali di α-elica.
Nel 1931 Astbury fu anche il primo a proporre che i legami idrogeno instaurati tra i gruppi ammidici presenti sullo scheletro delle proteine potessero stabilizzarne la struttura complessiva. Le sue idee furono ulteriormente sviluppate da diversi ricercatori, tra cui lo stesso Pauling.
Gli studi di Astbury, in ogni caso, si spostarono su altre proteine (come miosina, epidermina e fibrina), di cui egli fu in grado di evidenziare i pattern di diffrazione.
Nel 1937 lo svedese Torbjorn Oskar Caspersson inviò ad Astbury campioni molto puri di DNA provenienti da timo di vitello. Il fatto che il DNA fosse in grado di generare un pattern di diffrazione sembrava indicare che possedesse una struttura regolare e che potesse essere possibile dedurla. Astbury, in collaborazione con la cristallografa Florence Bell, evidenziò che la struttura del DNA si ripete ogni 2,7 nanometri e che le basi azotate si dispongono impilate a 0,34 nm l'una dall'altra (il valore attualmente accettato è di 0,332 nm). Ad un congresso del 1938 al Cold Spring Harbor Laboratory, Astbury evidenziò come tale distanza fosse la stessa che si interpone tra gli amminoacidi nelle catene polipeptidiche.
Astbury non fu in grado di proporre la struttura corretta del DNA a causa della rudimentalità dei suoi dati. In ogni caso, nel 1952 Pauling utilizzò tali dati incompleti per proporre una struttura del DNA che si rivelò scorretta. In ogni caso le evidenze messe in luce da Astbury ebbero certamente un'influenza sul lavoro di Maurice Wilkins e Rosalind Franklin, da cui Francis Crick e James Dewey Watson dedussero la struttura nel 1953.